# Safira de Wit
Safira de Wit (Willemstad, 1989) è una modella olandese, vincitrice del titolo Miss Universo Curaçao, e rappresentante ufficiale del territorio a Miss Universo 2010.

## Biografia
Safira De Wit ha gareggiato come una delle nove finaliste del concorso di bellezza Miss Universo Curaçao 2010, svolto a Willemstad il 21 novembre 2010, dove ha ottenuto i titoli di Miss Press  e Miss Beautiful Body & Face, ed ha infine vinto la corona della vincitrice ed il diritto di rappresentare Curaçao in occasione di Miss Universo 2010.
In qualità di rappresentante ufficiale di Curaçao a Miss Universo, trasmesso dal vivo da Las Vegas il 23 agosto 2010 Safira De Wit ha partecipato come una delle 83 delegate nazionali. Alla fine del concorso la vincitrice è risultata essere la messicana Ximena Navarrete.